# 藤本四八
藤本 四八（ふじもと しはち、1911年（明治44年）7月25日 - 2006年8月19日）は、日本の写真家。古美術を撮影した写真作品で知られる。兄は美術雑誌・美術本編集者の藤本韶三。

## 略歴
- 1911年（明治44年）7月25日 - 長野県下伊那郡松尾村（現飯田市）に生まれる。
- 1927年（昭和2年） - 旧制飯田商業学校（後の長野県飯田長姫高等学校、現在の長野県飯田OIDE長姫高等学校）を中退し家業を手伝いながら画家を志す。
- 1931年（昭和6年） - 上京し、金丸重嶺の金鈴社フォトスタジオに入社。
- 1934年 - 日本デザイン社に転職。
- 1937年（昭和12年） - 名取洋之助が主催する日本工房に入り、『NIPPON』誌上で土門拳らと共に活動する。
- 1938年（昭和13年） - 土門拳、濱谷浩、光墨弘、田村茂、林忠彦、加藤恭平 (写真家)、杉山吉良らと「青年報道写真研究会」を結成
- 1939年（昭和14年） - 従軍カメラマンとなり、中国戦線、フィリピン、インドシナを転戦したのち1940年（昭和15年）に帰国。国際報道工芸株式会社（日本工房の後身）の写真部長となる。
- 1941年（昭和16年） - 兄の韶三、美術史家・美術評論家の北川桃雄と共に唐招提寺、薬師寺に赴き仏像や建築を撮影した。戦火による万が一の焼失を考えたという。これらの写真は戦時中の1944年（昭和19年）には「仏像写真展」として発表。1945年（昭和20年）に美術出版社から出版された。
- 1945年（昭和20年） - 『週刊サンニュース』を経て、1949年（昭和24年）からフリーとなる。
- 1964年（昭和39年） - 『装飾古墳』を平凡社から出版。
- 1967年 - 日本リアリズム写真集団副理事長。
- 1972年（昭和47年） - 『日本の塔』を学習研究社から出版。
- 1988年 - 日本リアリズム写真集団理事長。1989年には同集団顧問。
- 1988年（昭和63年）から1995年（平成7年）まで日本写真家協会会長を務めた。この間、写真の著作権保護期間を文学や音楽と同様の著作者死後50年に拡張を求める運動を展開した[1]。また協会の法人化の議論を進めた。
- 1995年 - 自身の全作品を飯田市美術博物館に寄贈。
- 1997年 - 飯田市が飯田市藤本四八写真文化賞を創設。
- 2006年8月19日 - 脳出血のため北海道小樽市の病院で死去。享年95。晩年は同市で過ごしていた。

## 受賞・受勲
- 1953年（昭和28年） - 『日本の彫刻』で毎日出版文化賞を受賞。
- 1965年（昭和40年） - 『装飾古墳』の出版の功績で日本写真協会年度賞、毎日出版文化賞を受賞。
- 1975年（昭和50年） - 紫綬褒章。
- 1983年（昭和58年） - 勲四等瑞宝章。
- 1996年（平成8年） - 日本写真家協会功労賞を受賞。

## 写真集
- 『若狭古寺逍遥』ぎょうせい、2000年、ISBN 4324007675
- 『日本の塔』平凡社、1996年、ISBN 4582830226
- 『白山―信仰と芸能』朝日新聞社、1980年
- 『三熊野』学習研究社、1978年
- 『仏像を撮る』朝日ソノラマ、1977年

（他多数）